# Hulk Blood Tapes
Pour plus de détails, voir Fiche technique et Distribution.
Hulk Blood Tapes est un film d'horreur américain réalisé par Jared Cohn, sorti en 2015. Il met en vedettes dans les rôles principaux Jared Cohn, Charles Parker Newton et Ben Bowra.

## Synopsis
Un groupe de cinq amis part en voiture pour voir un concert de leur groupe de métal préféré, Hulk Blood. Ils ont emmené une caméra pour filmer le concert. Cependant, en route leur voiture dérape et tombe d’une falaise. L’un d’eux est tué sur le coup, et les quatre autres tentent péniblement de revenir vers un lieu habité. Comme la falaise est trop haute pour l’escalader, ils lui tournent le dos et partent dans la forêt. Mais ils se perdent dans la nuit qui tombe. Épuisés et désorientés, survivront-ils jusqu'au lever du jour ? Ils devront être prêts à tout pour survivre.

## Distribution
- Jared Cohn
- Charles Parker Newton
- Ben Bowra
- Matt Neglia
- Nicole Rosenberg
- Karyn Cohn
- Ashley Miller : sauveteur
- Susan E. Dantzig : sauveteur #2
- Ken Eckhardt : présentateur de télévision
- Kate Mosso : reporter[4]

## Production
Le film est sorti le 23 juin 2015 aux États-Unis, son pays d’origine.

## Réception critique
Sur ČSFD.cz, BESO74 n’est pas tendre avec le film, qui « essaie de créer une atmosphère à la Blair Witch, mais l’effort n’aboutit à rien de valable. Le réalisateur Jared Cohn essaie probablement d’entrer dans le Livre Guinness des records dans le nombre de films produits dans les plus brefs délais, il a environ 10 films prévus pour 2015-2016, j’espère que celui-ci était le pire d’entre eux. »